# Leconte de Lisle
Charles Marie René Leconte de Lisle (Saint-Paul, illa de Reunió, 22 d'octubre de 1818 - Voisins-le-Bretonneux, 17 de juliol de 1894) fou un poeta postromàntic i un hel·lenista francès, principal exponent del parnassianisme.

## Biografia
El seu pare va ser Charles Marie Le Conte de Lisle (1793-1856), cirurgià militar d'ascendència bretona que, al final de les guerres napoleòniques, va emigrar d'Europa a l'illa Reunió i es va establir com plantador. La seva mare va ser Anne Suzanne Marguerite Élysée de Riscourt de Lanux (1800-1872), els ancestres de la qual posseïen plantacions a l'illa gairebé cent anys enrere. Va ser el primogènit i va tenir dos germans (Alfred i Paul) i tres germanes (Élysée, Anaïs i Emma).
L'adopció de la seva rúbrica artística, Leconte de Lisle, ha suscitat no poques controvèrsies. D'una banda, va tendir a ometre els seus noms de pila (Charles Marie René) per escurçar el seu nom. Per un altre, va modificar la primera part del seu cognom patern (Le Conte, unint ambdues paraules en una sola: Leconte), de manera que perdés la seva ressonància i aparença aristocràtica (Le Conte vol dir "El Comte", en francès). Finalment, encara que es tendeix a pensar que la segona part del seu cognom patern (de Lisle) pogués ser un pseudònim, al·lusiu al seu naixement en una illa de l'oceà Índic, la veritat és que els seus avantpassats bretons ja el duien molt abans, i fa referència a una comarca situada en la comuna de Pleine-Fouguères en el departament d'Ille-et-Vilaine.
Leconte de Lisle afirmava que la seva família va residir en Nantes (França) mentre ell tenia entre tres i deu anys. Encara que hi ha evidències recents que van tornar a Reunió en 1832 (als tretze anys).
El seu pare ho va fer viatjar amb ell a través dels seus periples per l'Oceà Índic (va ser influenciat per l'Índia antiga) per preparar-lo per a una carrera comercial.
En 1837 va tornar a França (als divuit anys), vivint entre Dinan i Rennes.
Va estudiar llengües (especialment grec i italià), història i dret a Rennes el 1837, però ho va abandonar tot (li faltaven quatre anys per graduar-se) per dedicar-se a la seva passió de la vida: la poesia i la traducció dels poetes clàssics de Grècia i Roma. Així mateix, es va implicar personalment en favor de l'abolició de l'esclavitud, impulsant la signatura d'una petició al govern entre altres descendents de plantadors criolls que en aquells dies residien a França: cal considerar que l'abolicionisme perjudicava directament als seus propis interessos econòmics, ja que la seva família posseïa esclaus a Reunió, per la qual cosa els seus pares van muntar en còlera quan es van assabentar del seu activisme. Des de llavors (juliol de 1839) li van tallar la manutenció. Mancat de mitjans, va intentar publicar en revistes literàries, però no va ser suficient: es va reconciliar amb els seus pares i va accedir a seguir estudiant dret, obtenint un "baccalauréat au droit" el gener de 1841.
En 1843 va tornar a residir a Reunió amb la seva família (als vint-i-quatre anys), abandonant l'illa definitivament per establir-se pel seu compte a París (França) el 1845.
En la seva joventut, freqüentaria als falansteris del socialista utòpic Charles Fourier. Partidari de la revolució de 1848, va lluitar per les idees socialistes (implicant-se personalment en la defensa de les barricades, per la qual cosa va ser condemnat a presó encara que fou alliberat a les quaranta vuit hores) i contra l'esclavisme. Aviat, però, es decebé del govern provisional, i va col·laborar esporàdicament el1849 en la reforma de Lamennais.
Vençut en les eleccions de 1848 i desenganyat de la política, va acabar refugiant-se en la poesia. Va viure durant llarg temps de lliçons particulars, treballs no signats, traduccions, préstecs, alguns premis i subsidis abans d'acceptar rebre una pensió en temps del Segon Imperi que li va permetre solucionar les necessitats de la seva mare i de les seves germanes, que s'havien instal·lat amb ell a França, perquè el seu pare havia mort arruïnat a Reunió el 1856. Per evitar possibles crítiques de submissió al règim imperialista, va mantenir en secret la percepció d'aquesta pensió, encara que la seva existència va acabar per descobrir-se després de la caiguda de Napoleó III el 1870.
Durant els episodis del Setge de París i la Comuna de París, temporalment inoperant la censura literària, va publicar tres llibres que van causar una enorme polèmica en el seu temps i van consolidar la seva fama de republicà radical i anticlericalista (visible també en la major part de la seva obra poètica): Catéchisme populaire républicain (pel qual va estar a punt de ser processat), Histoire populaire de la Révolution française, i Histoire populaire du christianisme. En aquest últim, seguint un estricte ordre cronològic, narra la història del cristianisme fins a l'any 1700 en un estil asèptic i imparcial.
Després seria nomenat bibliotecari adjunt en temps de la Tercera República. El 1887 va ingressar en l'Acadèmia ocupant la butaca de Victor Hugo, del que abans havia estat un dels seus protegits.
En la seva obra cal destacar tres col·leccions parnassianes en les quals el pessimisme batega i l'estil clàssic domina: els Poèmes antiques ("Poemes antics", 1852), els Poèmes barbares ("Poemes bàrbars", 1862) i els Poèmes tragiques ("Poemes tràgics", 1884). La indiferència als aspectes sentimentals, la persecució obsessiva de la bellesa, l'exigent perfecció formal, la concepció d'un art autònom ("art per a l'art"), la consideració de la paraula com alguna cosa plàstic i el gust pel color i l'exotisme ho lliguen al Posromanticismo i més en concret al seu corrent parnasiana. Va dir referent a l'escriptura: "Fes el que et plagui, a condició d'observar un respecte religiós cap a la llengua i el ritme."
Considerat com un dels poetes francesos més importants del segle xix, els seus «Poèmes antiques» (1852) i el seu prefaci (igualment admirat de Victor Hugo) van iniciar una influència que va durar més de trenta anys, el moviment literari anomenat parnassianisme o «l'Art pour l'Art», s'afirma no contra el romanticisme, sinó més aviat contra el romanticisme fantasista i estèril dels Jeunes-France i també en contra del sentimentalisme. Des d'aquest moment va ser conegut com el «Maître du Parnasse».
Va morir en Voisins, prop de Louveciennes, en el departament de Yvelines.

## Obra

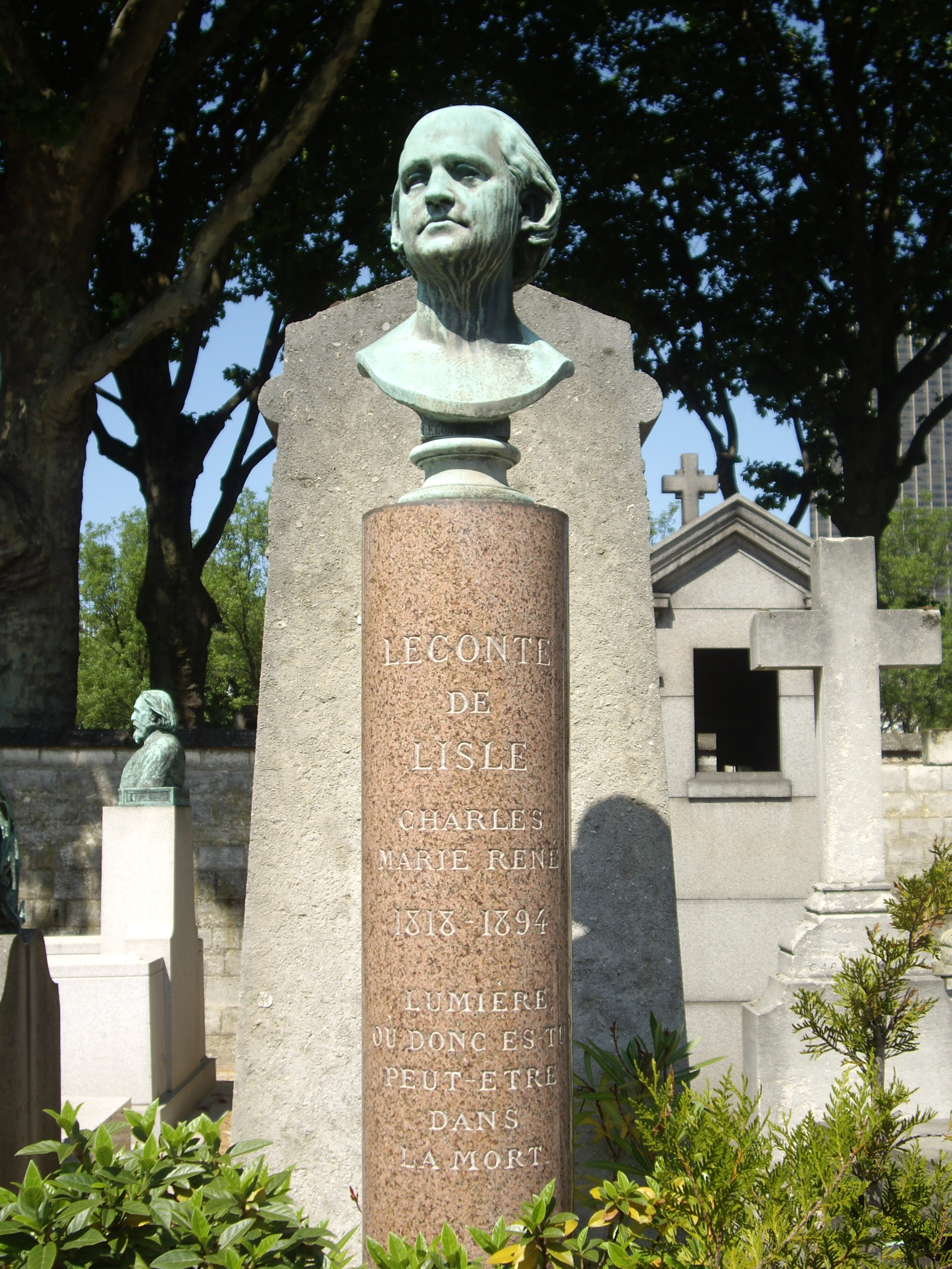
Cenotafio de Leconte de Lisle, en el Cementiri de Montparnasse, París.

- Poemes antics (precedits d'un prefaci), 1852.
- Poèmes et Poésies, 1855.
- Le Chemin de la Croix, 1856.
- Poesies completes, 1858.
- Idylles et Odes anacréontiques (traducció de Teócrito), 1861.
- Poésies barbares, 1862.
- Le Parnasse contemporain (obra col·lectiva, col·lecció de nous versos, 1.er volume), 1866.
- L'Illiade (traducció d'Homer), 1866.
- L'Odysée (traducció d'Homer), 1867.
- Hymnes homériques (traducció), 1868.
- Hymnes orphiques (traducció d'Hesíode), 1869.
- Catéchisme populaire républicain, 1870.
- Le Parnasse contemporain (segon volum), 1871.
- Histoire populaire de la Révolution française, 1871.
- Le Sacre de Paris, 1871.
- Le Soir d'une bataille, 1871.
- Histoire populaire du christianisme, 1871.
- Poèmes barbares (reedició augmentada de les Poésies barbares), 1872.
- Traducció de les Œuvres complètes d'Èsquil, 1872.
- Traducció de les Œuvres d'Horaci, 1873.
- Les Erynnies (drama, de l'obra d'Èsquil), 1873.
- Histoire du Moyen Âge, 1876.